# Ribeirão Grande
Ribeirão Grande est une municipalité de l'État de São Paulo au Brésil.
Sa population était estimée à 6 992 habitants en 2009. Elle s'étend sur 332,071 km2.
Elle est située dans la Microrégion de Capão Bonito dans la Mésorégion d'Itapetininga.